# Abraham Fontanel
Pour les articles homonymes, voir Fontanel.
Abraham Fontanel (né le 5 février 1741 à Mende et mort le 2 septembre 1817 à Montpellier) est un marchand d'art et collectionneur français.

## Biographie
Abraham Fontanel, libraire et marchand d'estampe originaire de Mende, s'installe à Montpellier en 1772. Membre de la Confrérie des Pénitents Bleus, franc-maçon affilié à la Loge Écossaise, familier des plus grands artistes de son époque (Jean-Baptiste Greuze, Jean-George Wille, Jacques-Louis David, Jean-Antoine Houdon, Joseph Duplessis, Jean-Honoré Fragonard...) et très bien introduit auprès de l'aristocratie locale, il sait conquérir une place de premier plan dans la vie culturelle montpelliéraine. Au printemps 1778, il séjourne à Paris et assiste à de nombreuses ventes aux enchères où il remporte près de cent cinquante lots.
Il est à l'origine de la fondation de la Société des Beaux-Arts de Montpellier (1779 - 1787), soutenue notamment par d'éminents collectionneurs, tels que Philippe-Laurent de Joubert, trésorier général des États du Languedoc. Prenant exemple sur Paris, Marseille ou Toulouse, Fontanel organise les Salons montpelliérains de 1779, 1780, 1782, 1784 et 1786. Il devient dès lors "Garde des Plâtres, Dessins et Modèles" de la Société des Beaux-Arts, fonction qu'il conserve à l'École des Arts, Ponts et Chaussées de Montpellier (1787 - 1795) en tant que conservateur du Museum nouvellement constitué (août 1795), puis à l'École centrale du département de l'Hérault, et cela jusqu'en 1797. Il est ainsi, outre ses grandes qualités de marchand et de conseiller artistique, le premier Conservateur du premier musée de Montpellier, embryon de l'actuel musée Fabre. En 1803, il ouvre à Montpellier avec le peintre François Matet, la Galerie de l'Athénée au 2 rue des Étuves. Il y propose des peintures et sculptures de grande qualité, ainsi que des incunables précieux. Durant cette décennie, Il est l'incontournable fournisseur d'œuvres d'art de Jacques-Joseph de Boussairolles, le principal collectionneur montpelliérain sous l'Empire.